# Zone di protezione speciale della Lombardia
Le zone di protezione speciale della Lombardia, individuate in base alla Direttiva Uccelli (Direttiva 2009/147/CE) e appartenenti alla rete Natura 2000, sono 67 e nel 2008 occupavano il 15,6% della superficie della regione per un totale di 372 068 ettari. 

## Zone di protezione speciale
Le zone di protezione speciale individuate (gennaio 2018) sono 67, alcune di queste sono anche siti di interesse comunitario.
Legenda
Il codice alfanumerico Natura 2000 individua anche la provincia in cui si trova la superficie maggiore dell'area (alcune aree coinvolgono più province)
- IT201 - VA
- IT202 - CO
- IT203 - LC
- IT204 - SO
- IT205 - MI, MB
- IT206 - BG
- IT207 - BS
- IT208 - PV
- IT209 - LO
- IT20A - CR
- IT20B - MN

| Definizione dell’area                                                              | Immagine | Codice Natura 2000 | Note | Sup. (ha) | Coordinate              |
| ---------------------------------------------------------------------------------- | -------- | ------------------ | --- | --------- | ----------------------- |
| Palude Brabbia                                                                     |          | IT2010007          | L'area è anche SIC e corrisponde alla Riserva naturale Palude Brabbia | 460       | 45.790278°N 8.722778°E  |
| Parco regionale Campo dei Fiori                                                    |          | IT2010401          | L'area è compresa nel Parco regionale Campo dei Fiori e nei SIC IT2010001, IT2010002, IT2010003, IT2010004, IT2010005 | 1298      | 45.864366°N 8.756052°E  |
| Lago di Varese (area protetta)                                                     |          | IT2010501          | L'area comprende parzialmente il SIC IT2010022 | 1738      | 45.807289°N 8.752431°E  |
| Canneti del Lago Maggiore                                                          |          | IT2010502          | L'area comprende completamente i SIC IT2010017, IT2010021, IT2010015 | 227       | 45.763833°N 8.585972°E  |
| Triangolo Lariano (area protetta)                                                  |          | IT2020301          | L'area comprende completamente la Riserva naturale Sasso Malascarpa e in gran parte il SIC IT2020002 | 593       | 45.852993°N 9.313988°E  |
| Monte Generoso (area protetta)                                                     |          | IT2020302          | | 237       | 45.948715°N 9.021957°E  |
| Valsolda (area protetta)                                                           |          | IT2020303          | L'area corrisponde quasi completamente (99%) alla Riserva naturale Valsolda | 327       | 46.053757°N 9.078169°E  |
| Il Toffo                                                                           |          | IT2030008          | L'area è in parte inclusa nel Parco dell'Adda Nord | 88        | 45.726865°N 9.451105°E  |
| Monte Barro (area protetta)                                                        |          | IT2030301          | L'area comprende completamente il Parco naturale del Monte Barro | 411       | 45.833176°N 9.370203°E  |
| Grigne (area protetta)                                                             |          | IT2030601          | L'area comprende completamente il Parco regionale della Grigna Settentrionale, il SIC IT2030001 e in gran parte il SIC IT2030002 | 7161      | 45.886327°N 9.369272°E  |
| Monte di Scerscen - Ghiacciai di Scerscen - Monte Motta                            |          | IT2040016          | L'area è anche SIC | 9666      | 46.343611°N 9.905833°E  |
| Disgrazia - Sissone                                                                |          | IT2040017          | L'area è anche SIC | 3010      | 46.290278°N 9.759722°E  |
| Val Codera (area protetta)                                                         |          | IT2040018          | L'area è anche SIC | 818       | 46.243°N 9.485°E        |
| Val di Togno - Pizzo Scalino                                                       |          | IT2040021          | L'area è anche SIC | 3150      | 46.255556°N 9.946944°E  |
| Lago di Mezzola e Pian di Spagna                                                   |          | IT2040022          | L'area è compresa quasi completamente nella Riserva naturale Pian di Spagna e Lago di Mezzola (99%) e nel SIC IT2040042 (93%) | 1611      | 46.171913°N 9.417422°E  |
| Parco nazionale dello Stelvio                                                      |          | IT2040044          | L'area è compresa completamente nel Parco nazionale dello Stelvio, comprende completamente i SIC IT2040004, IT2040009, IT2040010, IT2040013, IT2040014 e comprende in parte i SIC IT2040001, IT2040002, IT2040008 | 59741     | 46.297736°N 10.35148°E  |
| Parco regionale Orobie Valtellinesi                                                |          | IT2040401          | L'area comprende completamente i SIC IT2040029, IT2040033 e comprende in parte i SIC IT2040026, IT2040027, IT2040028, IT2040030, IT2040031, IT2040032, IT2040034, IT2040035, IT2040036 | 22815     | 46.06987°N 9.896079°E   |
| Riserva regionale Bosco dei Bordighi                                               |          | IT2040402          | L'area corrisponde alla Riserva naturale Bosco dei Bordighi | 47        | 46.15876°N 9.893705°E   |
| Riserva regionale Paluaccio di Oga                                                 |          | IT2040403          | L'area corrisponde in parte alla Riserva naturale Paluaccio di Oga e al SIC IT2040015 | 37        | 46.470164°N 10.337325°E |
| Bagni di Masino - Pizzo Badile - Val di Mello - Val Torrone - Piano di Preda Rossa |          | IT2040601          | L'area comprende completamente i SIC IT2040019, IT2040020 | 9643      | 46.212603°N 9.648843°E  |
| Valle dei Ratti - Cime di Gaiazzo                                                  |          | IT2040602          | L'area comprende completamente il SIC IT2040023 | 1363      | 46.198164°N 9.533315°E  |
| Bosco di Vanzago                                                                   |          | IT2050006          | L'area corrisponde alla Riserva naturale Bosco WWF di Vanzago e al SIC IT2050006 | 193       | 45.519167°N 8.972222°E  |
| Riserva regionale Fontanile Nuovo                                                  |          | IT2050401          | L'area è compresa quasi completamente nella Riserva naturale Fontanile Nuovo e nel SIC IT2050007 | 37        | 45.463447°N 9.007375°E  |
| Boschi del Giovetto di Paline                                                      |          | IT2060006          | L'area è anche SIC e corrisponde quasi completamente alla Riserva naturale Boschi del Giovetto di Paline | 597       | 45.962222°N 10.1375°E   |
| Bosco de l'Isola                                                                   |          | IT2060015          | L'area è anche SIC e corrisponde alla Riserva naturale Bosco de l'Isola | 92        | 45.430556°N 9.885833°E  |
| Monte Resegone                                                                     |          | IT2060301          | | 429       | 45.852724°N 9.474939°E  |
| Costa del Pallio                                                                   |          | IT2060302          | | 295       | 45.869147°N 9.509958°E  |
| Val di Scalve (area protetta)                                                      |          | IT2060304          | | 671       | 45.893236°N 10.11331°E  |
| Parco regionale Orobie Bergamasche (zona di protezione speciale)                   |          | IT2060401          | L'area comprende completamente i SIC IT2060003, IT2060007, IT2060008, IT2060009 e comprende in parte i SIC IT2060001, IT2060002, IT2060004, IT2060005 ed è quasi interamente compresa nel Parco regionale Orobie Bergamasche | 48973     | 46.048322°N 9.966109°E  |
| Belviso Barbellino                                                                 |          | IT2060506          | | 1944      | 46.077259°N 10.057279°E |
| Torbiere d'Iseo                                                                    |          | IT2070020          | L'area è anche SIC e corrisponde quasi alla Riserva naturale Torbiere del Sebino | 362       | 45.6454°N 10.02983°E    |
| Foresta di Legnoli                                                                 |          | IT2070301          | | 332       | 46.056148°N 10.261552°E |
| Val Caffaro                                                                        |          | IT2070302          | | 1238      | 45.860899°N 10.404768°E |
| Val Grigna (area protetta)                                                         |          | IT2070303          | | 2873      | 45.860211°N 10.305546°E |
| Parco naturale Adamello                                                            |          | IT2070401          | L'area è compresa completamente nel Parco regionale dell'Adamello, comprende completamente i SIC IT2070003, IT2070004, IT2070007, IT2070008, IT20700013 e comprende in parte i SIC IT2070005, IT2070009, IT20700010 | 21722     | 46.042936°N 10.464126°E |
| Alto Garda Bresciano                                                               |          | IT2070402          | L'area comprende completamente in Parco regionale dell'Alto Garda Bresciano, la Riserva naturale Valle di Bondo e i SIC IT2070015, IT2070016, IT2070021, IT2070022 | 21526     | 45.760014°N 10.655957°E |
| Garzaia di Porta Chiossa                                                           |          | IT2080017          | L'area è anche SIC e corrisponde completamente alla Riserva naturale Garzaia di Porta Chiossa | 80        | 45.233333°N 9.211389°E  |
| Garzaia della Carola                                                               |          | IT2080018          | L'area è anche SIC e corrisponde completamente alla Riserva naturale Garzaia della Carola | 32        | 45.238889°N 9.1675°E    |
| Garzaia di Cascina Villarasca                                                      |          | IT2080023          | L'area è anche SIC e corrisponde completamente al Monumento naturale Garzaia della Cascina Villarasca | 53        | 45.3°N 9.104444°E       |
| Boschi del Ticino                                                                  |          | IT2080301          | L'area è compresa completamente nel Parco naturale lombardo della Valle del Ticino, comprende completamente i SIC IT2010013, IT2080013, IT2080014, IT2080019 e comprende in parte i SIC IT2010010, IT2010012, IT2010014, IT2050005, IT2080002 | 20553     | 45.272759°N 8.925055°E  |
| Risaie della Lomellina                                                             |          | IT2080501          | L'area comprende completamente la Riserva naturale Garzaia della Cascina Isola, la Riserva naturale Palude Loja, la Riserva naturale Garzaia del Bosco Basso, la Riserva naturale Garzaia di Villa Biscossi, la Riserva naturale Abbazia Acqualunga, il Monumento naturale Garzaia di Celpenchio, il Monumento naturale Garzaia della Cascina Verminesca, il Monumento naturale Garzaia della Rinalda, il Monumento naturale Garzaia di Sant'Alessandro, il Monumento naturale Garzaia della Cascina Notizia e i SIC IT2080001, IT2080003, IT080004, IT2080005, IT2080006, IT2080007, IT2080009, IT2080010, IT2080011 | 30941     | 45.110752°N 8.665437°E  |
| Po da Albaredo Arnaboldi ad Arena Po                                               |          | IT2080701          | | 907       | 45.10946°N 9.327734°E   |
| Po di Monticelli Pavese e Chignolo Po                                              |          | IT2080702          | | 290       | 45.123451°N 9.535769°E  |
| Po di Pieve Porto Morone                                                           |          | IT2080703          | | 33        | 45.096042°N 9.470769°E  |
| Monticchie                                                                         |          | IT2090001          | L'area è anche SIC e corrisponde completamente alla Riserva naturale Monticchie | 238       | 45.143333°N 9.648333°E  |
| Senna Lodigiana (area protetta)                                                    |          | IT2090501          | | 327       | 45.134531°N 9.622286°E  |
| Garzaie del Parco Adda Sud                                                         |          | IT2090502          | L'area comprende completamente i SIC IT2090004, IT2090005 ed è parzialmente compresa nel SIC IT2090008 | 98        | 45.267923°N 9.638165°E  |
| Castelnuovo Bocca d'Adda (area protetta)                                           |          | IT2090503          | | 165       | 45.077527°N 9.881355°E  |
| Po di San Rocco al Porto                                                           |          | IT2090701          | | 132       | 45.082765°N 9.661229°E  |
| Po di Corte Sant'Andrea                                                            |          | IT2090702          | | 135       | 45.123212°N 9.562319°E  |
| Lanca di Gabbioneta                                                                |          | IT20A0005          | L'area comprende completamente la Riserva naturale Lanca di Gabbioneta ed è compresa completamente nel SIC IT20A0020 | 22        | 45.219709°N 10.226961°E |
| Isola Uccellanda                                                                   |          | IT20A0008          | L'area è anche SIC e corrisponde completamente alla Riserva naturale Isola Uccellanda | 76        | 45.338°N 9.9131°E       |
| Bosco di Barco                                                                     |          | IT20A0009          | L'area è compresa completamente nel SIC IT20A0019 e comprende completamente la Riserva naturale Bosco di Barco | 35        | 45.37967°N 9.887939°E   |
| Riserva regionale Bosco Ronchetti                                                  |          | IT20A0401          | L'area comprende completamente alla Riserva naturale orientata Bosco Ronchetti e comprende parzialmente al SIC IT20A0015 | 300       | 45.03524°N 10.137893°E  |
| Riserva regionale Lanca di Gerole                                                  |          | IT20A0402          | L'area comprende completamente la Riserva naturale orientata Lanca di Gerole e il SIC IT20A0013 | 1180      | 45.024724°N 10.261924°E |
| Spinadesco (area protetta)                                                         |          | IT20A0501          | L'area comprende completamente il SIC IT20A0016 | 1039      | 45.115808°N 9.929331°E  |
| Lanca di Gussola                                                                   |          | IT20A0502          | L'area comprende parzialmente il SIC IT20A0014 | 152       | 45.00349°N 10.347881°E  |
| Isola Maria Luigia                                                                 |          | IT20A0503          | | 556       | 44.975643°N 10.346082°E |
| Isola Boscone                                                                      |          | IT20B0006          | L'area è anche SIC e corrisponde quasi completamente (94%) alla Riserva naturale Isola Boscone | 139       | 45.040833°N 11.234444°E |
| Isola Boschina                                                                     |          | IT20B0007          | L'area è anche SIC e corrisponde completamente alla Riserva naturale Isola Boschina | 39        | 45.049444°N 11.148889°E |
| Paludi di Ostiglia                                                                 |          | IT20B0008          | L'area corrisponde quasi completamente (99%) alla Riserva naturale Palude di Ostiglia e comprende quasi completamente il SIC IT20B0016 | 123       | 45.104833°N 11.10108°E  |
| Valli del Mincio                                                                   |          | IT20B0009          | L'area comprende in gran parte la Riserva naturale Valli del Mincio e il SIC IT20B0017 | 1948      | 45.16128°N 10.746191°E  |
| Vallazza                                                                           |          | IT20B0010          | L'area è anche SIC e corrisponde quasi completamente (98%) alla Riserva naturale Vallazza | 530       | 45.128889°N 10.831111°E |
| Bosco Fontana                                                                      |          | IT20B0011          | L'area è anche SIC e corrisponde alla Riserva naturale Bosco Fontana | 236       | 45.201389°N 10.743889°E |
| Parco regionale Oglio Sud                                                          |          | IT20B0401          | L'area comprende completamente la Riserva naturale Le Bine, la Riserva naturale Torbiere di Marcaria e i SIC IT20A0004, IT20B0002, IT20B0005 e comprende in parte il SIC IT20B0004 | 4023      | 45.174188°N 10.319099°E |
| Riserva regionale Garzaia di Pomponesco                                            |          | IT20B0402          | L'area corrisponde quasi completamente (99%) alla Riserva naturale Garzaia di Pomponesco e comprende completamente il SIC IT20B0015 | 96        | 44.921652°N 10.597036°E |
| Viadana, Portiolo, San Benedetto Po e Ostiglia                                     |          | IT20B0501          | L'area include in parte il SIC IT20B0001 | 7223      | 45.013621°N 10.679307°E |